# Dugački mišić primicač
Dugački mišić primicač (lat. musculus adductor longus) mišić je natkoljenice, trokutastog oblika. Mišić inervira lat. nervus femoralis i ogranak lat. nervus obturatorius. 

## Polaziše i hvatište
Mišić polazi s preponske kosti (prednje strane, gornje grane), ide prema dolje, lateralno i malo natrag i hvata se na stražnju stranu bedrene kost (srednja trećina). 